# Мишель Феррари
Мишель Феррари (итал. Michelle Ferrari, род. 22 декабря 1983, Специя, Лигурия) — итальянская порноактриса и телеведущая.
Родилась под именем Кристина Риччи в Специи; Феррари начала свою карьеру в 2005 году с любительского фильма, снятого с её парнем того времени. Свой сценический псевдоним она выбрала из-за отдалённого сходства с телеведущей Мишель Хунцикер.
В 2007 году она опубликовала автобиографию Volevo essere Moana (Я хотела быть Моаной) под редакцией Мондадори; книга вышла одновременно с романом её матери Фиоральбы Виттории Лателлы «Ho trovato il punto G nel cuore» («Я нашла точку G в своём сердце»). С 2009 по 2013 год она принимала участие в пикантных постановках.
В 2012 году она выдвинула свою кандидатуру на муниципальных выборах в Специи от Движения пяти звёзд; впоследствии её кандидатура была снята той же партией после последовавшей шумихи.
Феррари приняла участие в нескольких телевизионных программах, в том числе в шоу Маурицио Костанцо и Il Bivio. В 2009 году она приняла участие в эстрадной телепередаче Radio DeeJay Quasi TG и была соведущей шоу Comedy Central Il Filmaccio. Она также снялась в розыгрышах шоу FX Sexy Camera all'italiana (2009) и шоу Sexy Angels Comedy Central (2011).
В 2013 году вместе с актрисой для взрослых Джадой да Винчи основала компанию «XXX M&G FuckTory».
Параллельно с карьерой она вместе с матерью занимается агротуризмом.

## Фильмография
- Via col ventre (2005)
- Il vizio di coppia (2005)
- Michelle (2005)
- Incontro proibito (2005)
- Amami zio (2006)
- Sbattimi dietro fino a farmi male (2006)
- Sex Crime (2007)
- Irresistibile Michelle (2007)
- Luna's Angels (2007)
- Mente criminale (2007)
- Glamour Dolls #3 (2008)
- Lo stallone infuriato (2008)
- Nero familiare (2008)
- Pink'o Girls #1 (2009)
- La cura (2009)
- Ritratto di famiglia in un interno (2009)
- La superpoliziotta (2009)
- Nessuno deve sapere (2010)
- La fotografa (2010)
- Mutarno (2011)
- Fiche unite d'Italia (2011)
- I bastardi (2011)